# الذل (فلم)
الذل: فيلم مصري كوميدي، ويُعتبر من الأفلام الفكاهية المهمة، من إنتاج سنة 1990.

## قصة الفيلم
عزيز خزبك بك (يحيى الفخراني) شاب ينتمي إلى عائلة عريقة، ومع ذلك يعاني من إدمان القمار، ما أدّى إلى ضياع ثروته، وبسبب عدم محافظته عليها فإن عمه (يوسف داوود) يرفض إقراضه بشكل دائم.
يحاول عزيز قتل عمه عن طريق قاتل مأجور دون جدوى، لكن عمه يموت أثناء سفره للخارج، ولأن عزيز هو وريثه الوحيد، يعتقد أنه أخيراً حصل على ثروة عمه، لكنه يكتشف أن عمه زعم في رسالة أن مساعدة حجيجة حجاب حجي (أحمد بدير) هو ابنه، وبالتالي وريثه الوحيد، ويدخل عزيز في صراع معه محاولاً إنكار نسبه.

## ممثلين آخرين
ظهر في الفيلم بعض المملثين في أدوار صغيرة، والذين سيكونوا معروفين في وقت لاحق مثل وعلاء ولي الدين، وسعيد طرابيك، وحجاج عبد العظيم، وعبد الله مشرف.

## المصدر
صفحة الفيلم على قاعدة بيانات الأفلام العربية.

## روابط خارجية
- مقالات تستعمل روابط فنية بلا صلة مع ويكي بيانات